# Poggio Berni
Poggio Berni é uma comuna italiana da região da Emília-Romanha, província de Rimini, com cerca de 2.907 habitantes. Estende-se por uma área de 11 km², tendo uma densidade populacional de 264 hab/km². Faz fronteira com Borghi (FC), Santarcangelo di Romagna, Torriana, Verucchio.